# Pólko (powiat szamotulski)
Pólko – wieś w Polsce położona w województwie wielkopolskim, w powiecie szamotulskim, w gminie Kaźmierz.
Miejscowość leży na Pojezierzu Poznańskim, na północny wschód od Jeziora Bytyńskiego. Przez wieś przebiega drodze wojewódzkiej nr 306 i nieczynna linia kolejowa (Poznań-)Rokietnica-Międzychód (przystanek kolejowy Pólko).
Pod koniec XIX wieku folwark Pólko należał do okręgu dominialnego Lipnica. Liczył wówczas 2 domostwa z 23 mieszkańcami. Właścicielami byli Mierzyńscy, a wcześniej Cieleccy. W latach 1975–1998 miejscowość administracyjnie należała do województwa poznańskiego.